# Colette Maze
Colette Maze (París, 16 de junio de 1914-París, 19 de noviembre de 2023) fue una pianista y profesora francesa de música.

## Biografía
Maze nació el 16 de junio de 1914 en París. Ingresó a la École Normale de Musique de Paris a los quince años. En dicha institución tuvo como maestros a los reconocidos músicos Alfred Cortot y Nadia Boulanger. Con el paso del tiempo, empezó a desempeñarse como maestra de piano.
A comienzos de la década de 2000 empezó a grabar su música, publicando el disco Préludes en 2002. Su cuarto álbum, dedicado al compositor clásico Claude Debussy, fue publicado en 2018. En enero de 2021, con 106 años, anunció la grabación de un nuevo álbum de estudio.
En 2023, a los 109 años, publicó su séptimo disco de estudio. Maze falleció unos meses después el 19 de noviembre del mismo año. Justo antes de su fallecimiento continuaba tocando el piano a diario para mantener su memoria.

## Discografía
- 2002: Préludes
- 2014: Piano
- 2018: 104 ans de piano
- 2019: 105 ans de piano
- 2021: Un Siècle avec Debussy
- 2023: 109 Ans de Piano